# Good Girl Gone Bad: Reloaded
Good Girl Gone Bad: Reloaded là phiên bản tái phát hành của album phòng thu thứ ba của nữ ca sĩ người Barbados Rihanna mang tên Good Girl Gone Bad (2007). Album được phát hành lần đầu dưới định dạng nhạc số tại một số quốc gia vào ngày 2 tháng 6 năm 2008 thông qua các hãng đĩa Def Jam Recordings và SRP Records. Trong album này, Rihanna đã bổ sung thêm ba bài hát mới so với album gốc cùng một đĩa DVD bao gồm những cảnh quay hậu trường được ghi lại trong quá trình thực hiện chuyến lưu diễn toàn cầu Good Girl Gone Bad Tour (2007–2009). Nhằm tạo ra các chất liệu âm nhạc mới, nữ ca sĩ đã hợp tác cùng với các nhà sản xuất thu âm quen thuộc với cô như Ne-Yo, Stargate, C. "Tricky" Stewart cùng một số các nhà sản xuất khác như Brian Kennedy, Mark Endert, Mike Elizondo, Mark "Spike" Stent và nhóm nhạc nam Maroon 5.
Good Girl Gone Bad: Reloaded đã nhận được nhiều phản hồi tích cực từ giới phê bình, đặc biệt cho phần âm nhạc và những chất liệu mới được bổ sung so với album gốc. Tuy nhiên, một số nhà chuyên môn lại cho rằng việc ra mắt album này là không cần thiết khi chỉ có ba bài hát mới được thêm vào. Trong số những giải thưởng và đề cử đã đạt được, ba bài hát kể trên đã nhận được hai đề cử giải Grammy tại lễ trao giải năm 2009. Đĩa đơn "Disturbia" đã giành được một đề cử giải Grammy tại hạng mục Thu âm nhạc dance xuất sắc nhất, trong khi ca khúc "If I Never See Your Face Again" lại được đề cử cho hạng mục Hợp tác giọng pop xuất sắc nhất.
Sau khi ra mắt, Good Girl Gone Bad: Reloaded đã giúp cho album gốc Good Girl Gone Bad được góp mặt thêm một lần nữa trên một số bảng xếp hạng âm nhạc. Good Girl Gone Bad: Reloaded đã bán ra hơn 63.000 bản trong tuần đầu tiên phát hành và đạt vị trí thứ bảy trên bảng xếp hạng Billboard 200 của Mỹ. Album còn lọt vào bảng xếp hạng âm nhạc tại New Zealand, đạt được vị trí cao nhất là vị trí thứ tư, và được chứng nhận đĩa Bạch kim tại quốc gia này với doanh số tiêu thụ lên tới hơn 15.000 bản. Good Girl Gone Bad: Reloaded gồm bốn đĩa đơn, trong đó có "Take a Bow", bản hit từng đạt vị trí quán quân tại Mỹ, "Disturbia", "If I Never See Your Face Again" (hợp tác với Maroon 5) và "Hate That I Love You" (phiên bản Spanglish).
Để quảng bá rộng rãi Good Girl Gone Bad: Reloaded, Rihanna đã biểu diễn các ca khúc nằm trong album trên một số chương trình truyền hình và tại một số lễ trao giải, bao gồm chương trình FNMTV và lễ trao giải Video âm nhạc của MTV năm 2008.

## Bối cảnh và phát hành

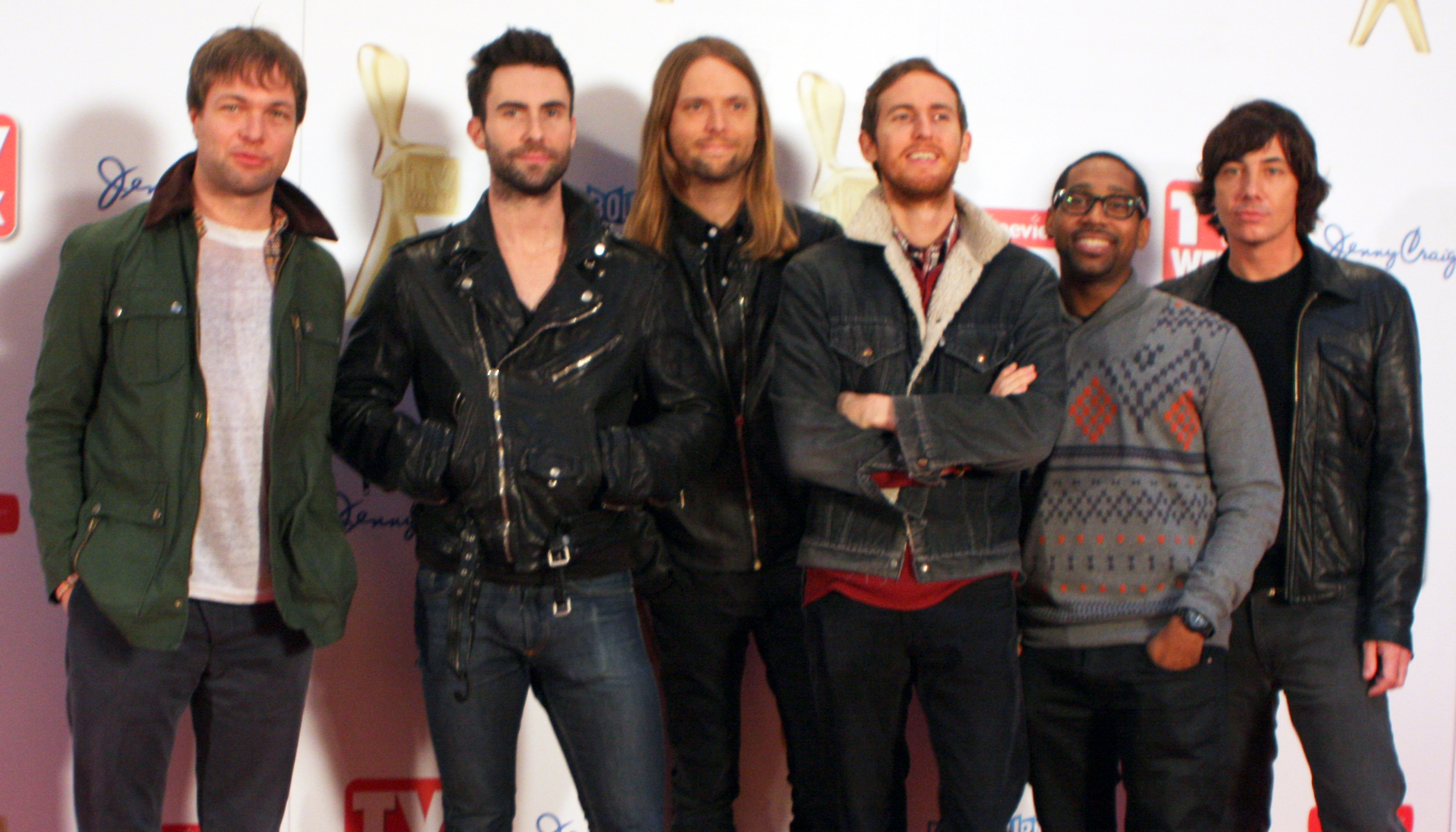
Good Girl Gone Bad: Reloaded bao gồm một nhạc phẩm hợp tác giữa Rihanna và nhóm nhạc nam Maroon 5.

Rihanna bắt đầu lên kế hoạch sáng tác album phòng thu thứ ba của cô mang tựa đề Good Girl Gone Bad (2007) từ cuối năm 2006. Cuối tháng 2 năm 2007, album đã sắp sửa hoàn thành. Hầu hết các bài hát trích từ album được thu âm tại phòng thu Westlake Recording Studios tại thành phố Los Angeles, California, cùng thời điểm mà album phòng thu thứ hai A Girl like Me (2006) cũng được thu âm tại đây. Rihanna đã hợp tác với một số nhà sản xuất đã từng tham gia sản xuất trong những album trước đó của cô như Carl Sturken, Ne-Yo, J.R. Rotem, Sean Garrett và nhóm hai nhà sản xuất thu âm người Na Uy Stargate. Ngoài ra, album cũng là nhạc phẩm cộng tác đầu tiên giữa Rihanna với Timbaland và will.i.am. Kể từ khi phát hành, Good Girl Gone Bad đã gặt hái nhiều thành công thương mại trên toàn thế giới, với vị trí thứ hai trên bảng xếp hạng UK Albums Chart tại Anh Quốc và vị trí thứ hai trên bảng xếp hạng Billboard 200 của Hoa Kỳ. Ngoài ra, Good Girl Gone Bad còn nhận được những phản hồi tích cực từ giới phê bình. Đĩa đơn đầu tiên, "Umbrella", đạt được nhiều thành công toàn cầu và giành được vị trí quán quân tại khoảng 15 quốc gia trên thế giới, trong đó có bảng xếp hạng Billboard Hot 100 của Hoa Kỳ với vị trí dẫn đầu bảng trong 7 tuần liên tiếp; và bảng xếp hạng UK Albums Chart, khi giữ vững vị trí quán quân trên bảng xếp hạng trong 15 tuần liên tiếp.
Đầu năm 2008, Rihanna tiết lộ một ca khúc mới với tựa đề "Take a Bow", ra mắt lần đầu tiên vào ngày 14 tháng 2 năm 2008 trên chương trình On Air with Ryan Seacrest của đài phát thanh KIIS-FM. MTV News khẳng định rằng ca khúc kể trên sẽ là đĩa đơn đầu tiên trích từ album Good Girl Gone Bad: Reloaded, một album tái phát hành được ra mắt để kỉ niệm một năm phát hành Good Girl Gone Bad. Rihanna sau này xác nhận rằng album tái phát hành sẽ bao gồm hai bài hát mới nữa chứ không chỉ riêng "Take a Bow"; trong đó sẽ có một sản phẩm hợp tác giữa với ban nhạc pop rock người Mỹ Maroon 5 để bổ sung hoàn chỉnh danh sách ca khúc nằm trong album trước. Good Girl Gone Bad: Reloaded được phát hành lần đầu tiên dưới dạng nhạc số vào ngày 2 tháng 6 năm 2008 tại một số quốc gia bao gồm Úc, Ireland, New Zealand và Anh Quốc. Album được phát hành dưới dạng CD lần đầu tiên vào ngày 13 tháng 6 tại Đức. Vào ngày 17 tháng 6, CD tiếp tục được ra mắt tại Canada, Anh Quốc và Hoa Kỳ. Một đĩa DVD chứa đựng những cảnh quay hậu trường trong chuyến lưu diễn Good Girl Gone Bad Tour (2007–2009) của nữ ca sĩ được đưa vào phiên bản đặc biệt của album phát hành tại Hoa Kỳ trong một khoảng thời gian nhất định. Rihanna sau đó đã tổ chức một bữa tiệc quảng bá dành cho album tại Thành phố New York, với sự góp mặt của một số ngôi sao nổi tiếng như LeToya Luckett, Teyana Taylor và Wynter Gordon.

## Chất liệu mới
- Trục trặc khi nghe? Xem hướng dẫn.

Những bài hát mới được thu âm cho album Good Girl Gone Bad: Reloaded là "Disturbia", "Hatin' on the Club", "If I Never See Your Face Again" (hợp tác với Maroon 5) và "Take a Bow". Tất cả các bài hát trên đều được xác nhận sẽ có mặt trong album, tuy nhiên vì không rõ lý do gì mà "Hatin' on the Club" đã bị loại khỏi phiên bản cuối cùng. Ca khúc được phát tán trên mạng vào tháng 1 năm 2009 với vai trò là một ca khúc nằm trong mixtape Big Mike & DJ Neptune's R&B Kings Part Two.
"Disturbia" là một bài hát thuộc thể loại electropop với tiết tấu nhanh. Theo lời nhà phê bình Fraser McAlpine đến từ BBC Music, bài hát sở hữu những đặc điểm khá giống với đĩa đơn "Don't Stop the Music" năm 2007 của chính nữ ca sĩ. McAlpine còn cho rằng "Disturbia" sở hữu đoạn điệp khúc "đậm chất rave mà lạnh như băng" đi kèm với giọng hát "băng giá" của nữ ca sĩ. Bài hát do Brian Kennedy Seals, Chris Brown, Robert Allen và Andre Merritt sáng tác và từng được lên kế hoạch sẽ nằm trong phiên bản tái phát hành của album phòng thu thứ hai mang tên Exclusive (2007) của Brown. Tuy nhiên, sau khi hoàn thiện ca khúc, Brown lại cảm thấy ca khúc "Forever" hợp ý anh hơn, vì thế nên sau này nó đã được chọn làm đĩa đơn cho album tái phát hành nói trên. Anh nghĩ rằng "Disturbia" có thể sẽ phù hợp hơn với một nghệ sĩ nữ và đã quyết định tặng cho Rihanna ca khúc này. Phần nhạc nền của "Disturbia" do Brian Kennedy Seals sản xuất và phần giọng hát của Rihanna được xử lý bởi Makeba Riddick. Nhà sản xuất thu âm Andrew Vastola đảm nhiệm phần thu âm cho ca khúc tại phòng thu Rocky Mountain Recorders tại thành phố Denver, Colorado. Công việc phối khí cho ca khúc do Phil Tan đảm nhiệm tại phòng thu Soapbox Records tại thành phố Atlanta, Georgia. Ngoài ra, trong đội ngũ thực hiện bài hát còn có ghi công của hai nhà sản xuất Josh Houghkirk và Carlos Oyanedel. Phát biểu với tờ USA Today, Brown miêu tả cảm xúc của mình khi tặng ca khúc "Disturbia" cho Rihanna: "Thật vui khi được tự do sáng tạo và ngay cả khi bạn có một ý tưởng trong đầu, bạn có thể viết nó ra và có thể gửi nó cho một người khác vì nó có thể không hợp với bạn, nhưng nó vẫn là một ý tưởng mà chính bạn nghĩ ra".
"If I Never See Your Face Again" là một bài hát R&B hòa quyện với những âm thanh "sắc bén" của những phím đàn synthesizer và những tiếng đàn guitar "sống động". Bài hát do Adam Levine và James Valentine, hai thành viên của nhóm nhạc Maroon 5, sáng tác. Phần nhạc nền của ca khúc do Mark Endert, Mike Elizondo, Mark "Spike" Stent, C. "Tricky" Stewart và Maroon 5 sản xuất. Mark "Spike" Stent đảm nhiệm trọng trách thu âm ca khúc tại phòng thu Conway Studios ở khu vực Hollywood, tại phòng thu Glenwood Place Studios ở thành phố Burbank, California và tại phòng thu Phantom Studios ở thành phố Westlake Village, California. Mark Endert là người đã phối khí cho bài hát tại phòng thu Scream Studios ở thành phố Miami với sự hỗ trợ của Doug Johnson. "If I Never See Your Face Again" trước đây từng là một ca khúc nằm trong danh sách bài hát của album It Won't Be Soon Before Long phiên bản thường của nhóm nhạc mà không có sự góp giọng của Rihanna. Levine bày tỏ trong một cuộc phỏng vấn với MTV News rằng anh muốn thử một điều gì đó khác biệt cho phiên bản tái phát hành của album. Anh cũng cho biết thêm rằng anh đã có mời Rihanna tham gia thu âm bài hát trong phòng thu cùng với nhóm nhạc và việc thu âm bài hát đã hoàn thành xong rất nhanh. Levine miêu tả quá trình thu âm bài hát: "[...] nếu có phép màu hay phản ứng hóa học xảy ra ở đấy, mọi người cũng chẳng cần màng tới chúng." Trong một cuộc phỏng vấn với chương trình Total Request Live của MTV, Rihanna nói rằng cô cảm thấy phấn khích khi hợp tác với Maroon 5 vì cô rất "yêu thích họ" và những tác phẩm của họ.
"Take a Bow" là một bài hát thuộc thể loại R&B miêu tả sự thờ ơ của một người phụ nữ trong việc hàn gắn lại mối quan hệ với một người bạn trai đê tiện và không chung thủy. Bài hát do Ne-Yo, Mikkel S. Eriksen và Tor Erik Hermansen viết lời. Hermansen và Eriksen đảm nhiệm công việc sản xuất bài hát dưới nghệ danh Stargate với sự cộng tác của Ne-Yo. Eriksen là người đã thu âm giọng hát của Rihanna cho bài hát tại phòng thu Roc the Mic Studios ở Thành phố New York, tại phòng thu Westlake Studios ở Los Angeles và Parr Street Studios ở Liverpool. Bài hát được phối âm bởi Phil Tan tại phòng thu Soapbox Studios ở Atlanta, Georgia, với sự hỗ trợ của Josh Houghkirk.

## Đĩa đơn

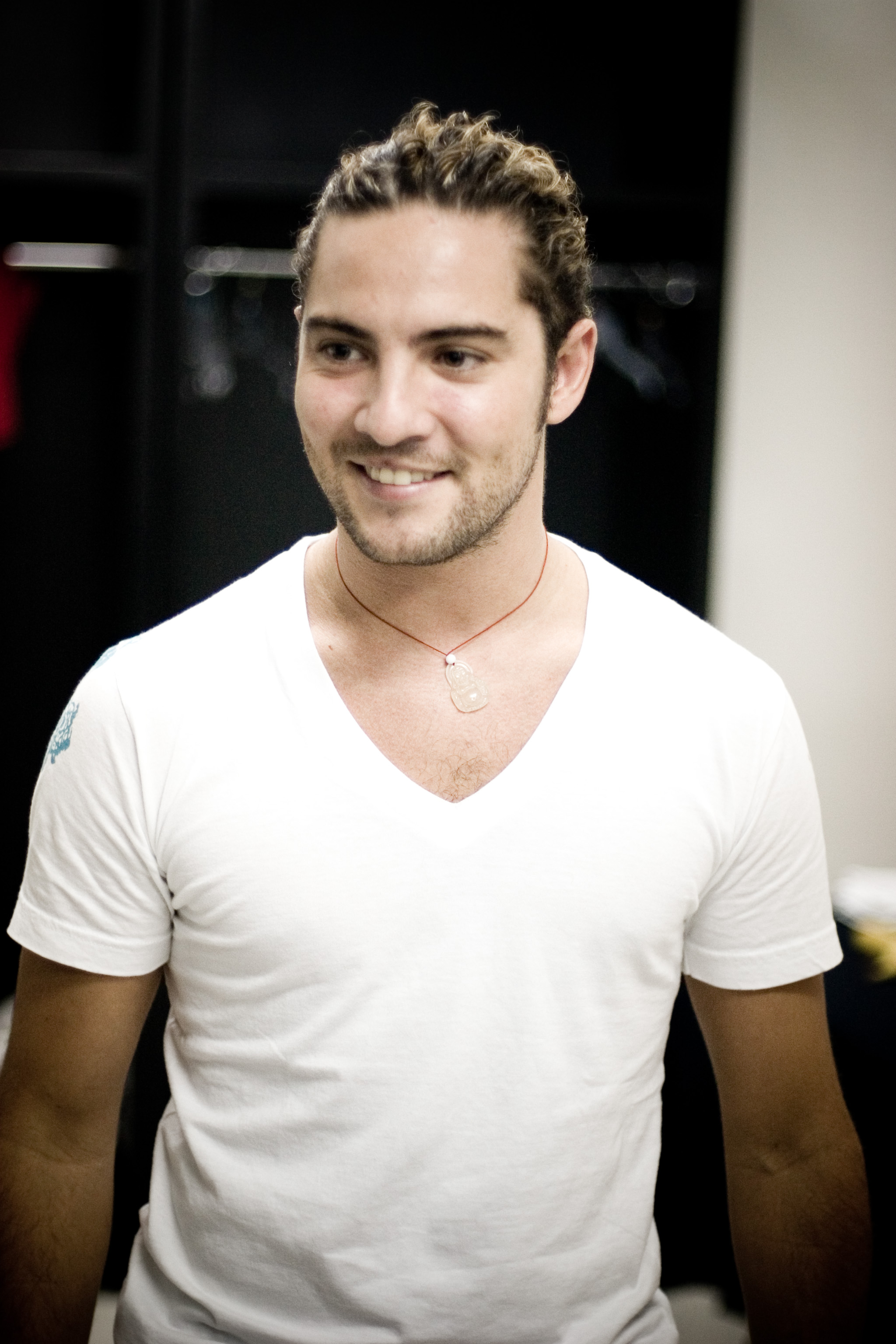
Phiên bản tiếng Spanglish của bài hát "Hate That I Love You" với sự góp giọng của David Brisbal (ảnh) được phát hành với vai trò là đĩa đơn thứ hai trích từ album.

"Take a Bow" được phát hành với vai trò là đĩa đơn đầu tiên trích từ album Good Girl Gone Bad: Reloaded và là đĩa đơn thứ năm nếu xét cả hai album. Ngày 14 tháng 3 năm 2008, bài hát được bày bán rộng rãi trên các thị trường nhạc số, kể cả trên website của hãng đĩa Def Jam Recordings, và được bán trên iTunes Store vào ngày 6 tháng 5 năm 2008. "Take a Bow" sau đó giành được vị trí quán quân trên bảng xếp hạng Billboard Hot 100 và trở thành bài hát thứ ba của Rihanna đạt vị trí dẫn đầu trên bảng xếp hạng này. Bài hát đã tiêu thụ được hơn 3 triệu bản sao kỹ thuật số trên toàn cầu, và đã được Hiệp hội Công nghiệp Ghi âm Hoa Kỳ (RIAA) đã cấp chứng nhận 4 lần Bạch kim. Đĩa đơn còn giành được vị trí quán quân trên các bảng xếp hạng âm nhạc tại Canada, Đan Mạch, Ireland, Slovakia và Anh Quốc. Video âm nhạc của bài hát do Anthony Mandler làm đạo diễn.
Phiên bản tiếng Spanglish của đĩa đơn "Hate That I Love You" với sự góp giọng của David Bisbal, là đĩa đơn thứ hai của album và ra mắt vào ngày 28 tháng 4 năm 2008 tại một số quốc gia bao gồm Argentina, Brazil và Tây Ban Nha. Bài hát từng đạt được thứ hạng 37 trên bảng xếp hạng Spanish Singles Chart và giữ vững được sự có mặt của nó trên bảng xếp hạng này trong hơn 2 tuần tiếp theo. "If I See Your Face Again", một nhạc phẩm hợp tác giữa nữ ca sĩ và Maroon 5, được phát hành với vai trò là đĩa đơn thứ ba từ Good Girl Gone Bad: Reloaded. Ca khúc được gửi đến đài phát thanh contemporary hit radio tại Mỹ vào ngày 15 tháng 5 năm 2008. Sau khi phát hành, "If I See Your Face Again" đã lọt vào top 20 trên hơn 5 bảng xếp hạng âm nhạc toàn thế giới. Video âm nhạc của bài hát do Anthony Mandler làm đạo diễn, lấy bối cảnh là một phim trường trong nhà tọa lạc tại Castaic, California. Một nhà phê bình đến từ nhật báo The Guardian đã miêu tả video là "tác phẩm gợi dục cao cấp".
Sau khi Good Girl Gone Bad: Reloaded ra mắt, Rihanna quyết định gặp mặt L.A. Reid, chủ tịch của hãng thu âm Def Jam Recordings và đưa ra lời đề nghị về việc phát hành ca khúc "Disturbia" làm đĩa đơn tiếp theo. Phát biểu với MTV News, Reid cho biết: "Đó là lần đầu tiên mà Rihanna thật sự tiếp cận tôi và nói rằng 'Đây là bài hát mà cháu muốn phát hành.' Cô ấy cho tôi nghe thử bài hát. [...] Cô ấy thực sự hiểu được hit là gì và cô ấy biết những gì cần nói." "Disturbia" được gửi đến đài phát thanh contemporary hit radio ở Mỹ vào ngày 17 tháng 6 năm 2008 và được phát hành dưới dạng CD tại Anh Quốc vào ngày 22 tháng 7 năm 2008. Ca khúc đã mang về cho Rihanna giải thưởng Bài hát quốc tế xuất sắc nhất tại lễ trao giải NRJ Music Awards năm 2009. "Disturbia" từng giành được vị trí quán quân tại Bỉ và New Zealand, trở thành một bản hit lọt vào top 10 tại hơn 20 quốc gia trên thế giới. Đĩa đơn đã đạt được vị trí cao nhất trên bảng xếp hạng Billboard Hot 100 trong 2 tuần liên tiếp, đồng thời trở thành đĩa đơn quán quân thứ ba của Rihanna trích từ album Good Girl Gone Bad và là đĩa đơn thứ tư nếu xét cả hai album trên Hot 100. Video âm nhạc "Disturbia" do Anthony Mandler làm đạo diễn lấy bối cảnh ở nhiều địa điểm khác nhau, trong đó có một nhà tù và một phòng hơi ngạt.

## Biểu diễn trực tiếp
Để quảng bá rộng rãi Good Girl Gone Bad: Reloaded, Rihanna đã biểu diễn các bài hát nằm trong album trên một số chương trình truyền hình và lễ trao giải. Cô biểu diễn ca khúc "Take a Bow" lần đầu tiên tại lễ trao giải MuchMusic Video Awards năm 2008 tổ chức tại Toronto, Canada vào ngày 15 tháng 6 năm 2008. Ngày 20 tháng 6, Rihanna xuất hiện tại buổi hòa nhạc Concert Series do chương trình Today tổ chức trên con đường Rockfeller Plaza thuộc khu liên hợp Rockfeller Center, Thành phố New York. Tại đây, nữ ca sĩ đã trình bày "Take a Bow" cùng với các đĩa đơn 2007 của cô gồm "Umbrella" và "Don't Stop the Music". Vào ngày 27 tháng 7, nữ ca sĩ xuất hiện trên chương trình FNMTV cùng với nhóm nhạc Maroon 5. Cô biểu diễn ca khúc "Take a Bow" trước màn trình diễn nhạc phẩm hợp tác "If I Never See Your Face Again" của họ. Tháng 7 năm 2008, Rihanna trình bày phiên bản Spanglish của ca khúc "Hate That I Love You" trên một tập phát sóng của mùa 6 của chương trình tìm kiếm tài năng thực tế ở Tây Ban Nha, Operación Triunfo.
Rihanna biểu diễn ca khúc "Disturbia" lần đầu tiên tại lễ trao giải Video âm nhạc của MTV năm 2008 tổ chức vào ngày 7 tháng 9 năm 2008. Cô mặc một bộ trang phục "lấy cảm hứng từ tiểu văn hóa goth". Cùng với vũ đoàn, Rihanna đã cho khán giả chiêm ngưỡng một điệu nhảy lấy cảm hứng từ màn vũ đạo xuất hiện trong video âm nhạc Thriller của Michael Jackson. Gậy dạ quang (glow stick) và một số đạo cụ làm bằng da khác được sử dụng để tô điểm cho màn vũ đạo nói trên. Vào ngày 19 tháng 9 năm 2008, Rihanna ghé thăm đất nước Pháp và có một tiết mục trình bày "Disturbia" trên chương trình tìm kiếm tài năng thực tế Star Academy France. Ngày 29 tháng 1 năm 2009, trước khi giải bóng bầu dục Super Bowl năm 2009 chính thức diễn ra, Rihanna thể hiện trực tiếp ca khúc tại buổi hoà nhạc NFL Pepsi Smash Super Bowl Bash được tổ chức tại nhà thi đấu Pepsi Center ở thành phố Denver, tiểu bang Colorado. Cô cũng đồng thời cho khán giả thưởng thức một đoạn nhạc nền trích từ ca khúc "Seven Nation Army" của bộ đôi The White Stripes trong tiết mục của mình. Màn trình diễn tăng thêm phần sôi động với những ngọn lửa được phun lên dọc theo hai bên hông sân khấu.

## Đánh giá chuyên môn
Một nhà phê bình từ tờ The National đã dành lời khen ngợi cho chất liệu nhạc của album Good Girl Gone Bad, đặc biệt là "tính phổ biến" của ca khúc "Umbrella", đồng thời cũng dành nhiều lời khen ngợi cho "Don't Stop the Music", "Hate That I Love You" và "Shut Up and Drive". Anh còn nói thêm rằng việc tái phát hành album là để kỷ niệm một năm ngày album gốc ra mắt công chúng, đồng thời gọi những bài hát mới là "ví dụ điển hình cho những gì bạn mong muốn ở dòng nhạc pop phải có và cũng là minh chứng cụ thể cho sức mạnh của album gốc cũng như hình tượng mới của Rihanna." Spence D. đến từ trang web IGN đã miêu tả ca khúc "Disturbia" trong bài đánh giá của mình về album là được gây dựng trên một đoạn hook "bum-bum-be-dum-bum-bum..." dễ lan truyền rộng rãi đến mọi người; phần hook này có thể đưa bạn vào thứ nhịp điệu điện tử sống động của ca khúc". Anh còn nhận xét bài hát "Take a Bow" là hoàn toàn phù hợp cho một "ngày ảm đạm hậu chia tay" và dành nhiều lời khen cho giọng hát của Rihanna trong bài hát. Theo lời D., "If I Never See Your Face Again" là một bài hát được sáng tác dựa trên cảm hứng từ các nhạc phẩm của nam nhạc sĩ người Mỹ Prince và "sự cộng tác sau này của Rihanna [với nhóm nhạc] đã đưa bài hát lên một tầm cao mới".
J. Edward Keyes từ eMusic cho album bốn trên năm sao với lời lời khen cho khâu sản xuất "siêu vị lai" cũng như Rihanna's "giọng ca đậm tính Robo Dominatrix—vốn là một trong những lí do lớn khiến cho các bản thu trở nên hoàn hảo hơn. Good Girl Gone Bad: Reloaded là thứ nhạc pop điện tử của thế kỷ 25." Nick Levine từ Digital Spy cũng cho Good Girl Gone Bad: Reloaded bốn trên năm sao, nhưng anh cũng bày tỏ hoài nghi về việc phát hành lại album, với lời bình "liệu có đáng khi phát hành Good Girl Gone Bad tận hai lần chỉ để cho khán giả nghe vài bài hát mới". Dù vậy, anh cũng dành lời khen cho các bài hát mới được thêm vào, đặc biệt là "If I Never See Your Face Again". Giữa nhiều giải thưởng và đề cử, "Disturbia" và "If I Never See Your Face Again" mang về cho Rihanna hai đề cử tại lễ trao giải Grammy lần thứ 51, lần lượt là Thu âm nhạc dance xuất sắc nhất và Hợp tác giọng pop xuất sắc nhất.

## Diễn biến trên các bảng xếp hạng
Sau khi album được phát hành, người ta dự đoán rằng sẽ có từ 45.000 đến 50.000 bản sao được tiêu thụ trong tuần đầu tiên tại Mỹ. Hết ngày 22 tháng 6 năm 2018, album đã bán ra hơn 63.000 bản và giúp cho album Good Girl Gone Bad nhảy vọt từ vị trí 124 lên đến vị trí thứ bảy trên bảng xếp hạng Billboard 200 sau 55 tuần "trụ vững" trên bảng xếp hạng. Good Girl Gone Bad còn từng vươn lên vị trí thứ năm trên bảng xếp hạng Top R&B/Hip-Hop Albums, đồng nghĩa album đã được quay trở lại top 10 trên bảng xếp hạng sau lần ra mắt lần đầu tiên của nó vào tháng 6 năm 2007. Bên cạnh đó, năm bài hát trích từ album tái phát hành đã lọt vào trên bảng xếp hạng Hot Digital Songs. Bài hát có thứ hạng cao nhất trong số năm bài hát là "Disturbia", với vị trí thứ sáu. Vào tuần kế tiếp, Good Girl Gone Bad: Reloaded tụt xuống vị trí thứ chín và bán ra thêm 40.000 bản nữa. Trong tuần thứ ba kể từ khi album ra mắt công chúng, nó đạt vị trí thứ mười với doanh số bán ra trong tuần này là 41.000 bản sao. Tính đến tháng 11 năm 2012, cả hai album đã bán ra hơn 2.800.000 bản sao chỉ tính riêng tại Hoa Kỳ. Ngoài ra, Good Girl Gone Bad: Reloaded cũng đã giúp cho Good Girl Gone Bad thêm một lần nữa góp mặt trên bảng xếp hạng Canadian Albums Chart của Canada và giành lấy vị thứ cao nhất là vị trí thứ sáu trên bảng xếp hạng này.
Good Girl Gone Bad: Reloaded ra mắt tại vị trí thứ bảy trên bảng xếp hạng New Zealand Albums Chart vào ngày 30 tháng 6 năm 2008. Album sau đó đạt vị trí thứ tư (vị trí cao nhất mà nó đạt được) trên bảng xếp hạng vào tuần tiếp theo. Với doanh số nhập hàng ở nước này là 15.000 bản, album được Hiệp hội Công nghiệp Ghi âm New Zealand (RIANZ) cấp chứng nhận Bạch kim. Cùng với phiên bản tái phát hành, album gốc lọt vào bảng xếp hạng UK Albums Chart một lần nữa tại thứ hạng 12 từ ngày 16 tháng 6 đến hết tuần đó. Vào tuần tiếp theo, album tụt xuống vị trí thứ 16. Tính đến tháng 6 năm 2012, cả hai album tiêu thụ được hơn 1.850.000 bản sao tổng cộng tại Anh Quốc. Tại Đan Mạch,  sau khi Good Girl Gone Bad: Reloaded ra mắt, album gốc xuất hiện trở lại trên bảng xếp hạng Danish Albums Chart ở vị trí thứ 15. Vào tuần kế tiếp, album vươn lên hạng chín, rồi chạm đến vị trí thứ tư (là vị trí cao nhất của album trên bảng xếp hạng) vào tuần thứ ba. Ngoài ra, cũng nhờ Good Girl Gone Bad: Reloaded mà Good Girl Gone Bad một lần nữa góp mặt trên bảng xếp hạng Swiss Albums Chart của Thuỵ Sĩ tại vị trí thứ 32 và bảng xếp hạng Australian Albums Chart của Úc tại vị trí thứ 36.

## Dấu ấn
Sau khi Good Girl Gone Bad: Reloaded được phát hành, doanh số bán ra của album gốc Good Girl Gone Bad được phát hành trước đó có thời điểm tăng vọt hơn 930%—nhiều hơn bất kì album không phải đầu tay nào trong lịch sử của bảng xếp hạng Billboard 200. Đến tháng 7 năm 2010, Good Girl Gone Bad: Reloaded trở thành album đứng thứ ba trong danh sách những album sở hữu các bài hát có doanh số bán ra tổng thể nhiều nhất tại Hoa Kỳ. Các bài hát trích từ album đã bán ra tổng cộng hơn 17.081.000 bản sao kỹ thuật số, chỉ đứng sau The Fame Monster của nữ nghệ sĩ Lady Gaga và The E.N.D. của nhóm nhạc The Black Eyed Peas. Trong số đó, "Disturbia" và "Take a Bow" là hai trong số những bài hát có số lượng tải về nhiều nhất trong album. Trước khi đạt đến vị trí quán quân trên bảng xếp hạng Billboard Hot 100, "Take a Bow" chỉ giành được vị trí thứ 53, rồi mới lấy được vị trí cao nhất trên bảng xếp hạng với doanh số bán ra dưới dạng nhạc số là 267.000 bản sao. Vào thời điểm đó, đây là bài hát có cuộc "lội ngược dòng" ngoạn mục thứ hai lên đến vị trí thứ nhất trong lịch sử bảng xếp hạng Hot 100, chỉ bị dẫn trước bởi đĩa đơn "Makes Me Wonder" (2007) của Maroon 5. Cùng với ca khúc "Umbrella", "Take a Bow" còn giúp cho nữ ca sĩ góp mặt trong danh sách những đĩa đơn có doanh số bán ra dưới dạng nhạc số cao nhất trong tuần đầu tiên phát hành – vị trí dẫn đầu thuộc về đĩa đơn "Touch My Body" (2008) của nữ ca sĩ Mariah Carey với doanh số bán ra trong tuần đầu tiên là 286.000 bản, vị trí thứ hai thuộc về "Disturbia" của Rihanna với 277.000 bản và vị trí thứ ba thuộc về "Take a Bow". "Disturbia" trở thành đĩa đơn quán quân trên Hot 100 thứ tư của Rihanna, giúp cho Rihanna có cùng thành tích với nữ ca sĩ Beyoncé Knowles và Mariah Carey khi là những nữ nghệ sĩ có nhiều bản hit đạt vị trí quán quân nhất trong thập niên 2000.

## Danh sách bài hát
| STT              | Nhan đề                                         | Sáng tác                                                                          | Sản xuất                                                      | Thời lượng |
| ---------------- | ----------------------------------------------- | --------------------------------------------------------------------------------- | ------------------------------------------------------------- | ---------- |
| 1.               | "Umbrella" (hợp tác với Jay-Z)                  | C. "Tricky" Stewart Terius "Dream" Nash Thaddis Harrell Shawn Carter              | Stewart Kuk Harrell [a]                                       | 4:35       |
| 2.               | "Push Up on Me"                                 | Jonathan "J.R." Rotem Makeba Riddick Lionel Richie Cynthia Weil                   | Rotem Riddick [a]                                             | 3:15       |
| 3.               | "Don't Stop the Music"                          | Tor Erik Hermansen Mikkel S. Eriksen Tawanna Dabney Michael Jackson               | Stargate                                                      | 4:27       |
| 4.               | "Breakin' Dishes"                               | Stewart Nash                                                                      | Stewart Harrell [a]                                           | 3:20       |
| 5.               | "Shut Up and Drive"                             | Evan Rogers Carl Sturken Stephen Morris Peter Hook Bernard Sumner Gillian Gilbert | Rogers Sturken                                                | 3:33       |
| 6.               | "Hate That I Love You" (hợp tác với Ne-Yo)      | Shaffer Smith Hermansen Eriksen                                                   | Stargate Ne-Yo [a]                                            | 3:38       |
| 7.               | "Say It"                                        | Riddick Quaadir Atkinson Ewart Brown Clifton Dillon Sly Dunbar Brian Thompson     | Neo da Matrix Riddick [a]                                     | 4:10       |
| 8.               | "Sell Me Candy"                                 | Nash Riddick Timothy Mosley                                                       | Timbaland Riddick [a] Nash [a]                                | 2:46       |
| 9.               | "Lemme Get That"                                | Nash Mosley Carter                                                                | Timbaland Nash [a]                                            | 3:41       |
| 10.              | "Rehab"                                         | Justin Timberlake Mosley Hannon Lane                                              | Timbaland Lane [b] Timberlake [a]                             | 4:54       |
| 11.              | "Question Existing"                             | Smith Shea Taylor Carter                                                          | Taylor Ne-Yo [b] Riddick [a]                                  | 4:06       |
| 12.              | "Good Girl Gone Bad"                            | Smith Hermansen Eriksen Lene Marlin                                               | Stargate Ne-Yo [a] Nash [a]                                   | 3:33       |
| 13.              | "Disturbia"                                     | Brian Seals Chris Brown Robert Allen Andre Merritt                                | Brian Kennedy Riddick [a]                                     | 3:58       |
| 14.              | "Take a Bow"                                    | Smith Eriksen Hermansen                                                           | Stargate Ne-Yo [a]                                            | 3:49       |
| 15.              | "If I Never See Your Face Again" (với Maroon 5) | Adam Levine James Valentine                                                       | Mark Endert Mike Elizondo Mark "Spike" Stent Stewart Maroon 5 | 3:18       |
| Tổng thời lượng: | Tổng thời lượng:                                | Tổng thời lượng:                                                                  | Tổng thời lượng:                                              | 57:03      |

| Phiên bản có những video âm nhạc kèm theo được phát hành trên iTunes Store tại Hoa Kỳ và Canada | Phiên bản có những video âm nhạc kèm theo được phát hành trên iTunes Store tại Hoa Kỳ và Canada | Phiên bản có những video âm nhạc kèm theo được phát hành trên iTunes Store tại Hoa Kỳ và Canada |
| STT                                                                                             | Nhan đề                                                                                         | Thời lượng                                                                                      |
| ----------------------------------------------------------------------------------------------- | ----------------------------------------------------------------------------------------------- | ----------------------------------------------------------------------------------------------- |
| 16.                                                                                             | "Take a Bow" (video âm nhạc)                                                                    | 3:49                                                                                            |
| 17.                                                                                             | "Don't Stop the Music" (video âm nhạc)                                                          | 3:53                                                                                            |
| Tổng thời lượng:                                                                                | Tổng thời lượng:                                                                                | 64:45                                                                                           |

| Các bài hát bổ sung trong phiên bản phát hành tại châu Á | Các bài hát bổ sung trong phiên bản phát hành tại châu Á                           | Các bài hát bổ sung trong phiên bản phát hành tại châu Á | Các bài hát bổ sung trong phiên bản phát hành tại châu Á | Các bài hát bổ sung trong phiên bản phát hành tại châu Á |
| STT                                                      | Nhan đề                                                                            | Sáng tác                                                 | Sản xuất                                                 | Thời lượng                                               |
| -------------------------------------------------------- | ---------------------------------------------------------------------------------- | -------------------------------------------------------- | -------------------------------------------------------- | -------------------------------------------------------- |
| 16.                                                      | "Take a Bow" (phiên bản tiếng Quảng Châu) (hợp tác với Trương Kính Hiên)           | Smith Hermansen Eriksen                                  | Stargate Ne-Yo [a]                                       | 3:41                                                     |
| 17.                                                      | "Hate That I Love You" (phiên bản tiếng Quan thoại) (hợp tác với Trương Kính Hiên) |                                                          | Stargate Ne-Yo [a]                                       | 3:43                                                     |
| Tổng thời lượng:                                         | Tổng thời lượng:                                                                   | Tổng thời lượng:                                         | Tổng thời lượng:                                         | 64:24                                                    |

| Bài hát bổ sung trong phiên bản phát hành tại Trung Quốc | Bài hát bổ sung trong phiên bản phát hành tại Trung Quốc                                        | Bài hát bổ sung trong phiên bản phát hành tại Trung Quốc | Bài hát bổ sung trong phiên bản phát hành tại Trung Quốc | Bài hát bổ sung trong phiên bản phát hành tại Trung Quốc |
| STT                                                      | Nhan đề                                                                                         | Sáng tác                                                 | Sản xuất                                                 | Thời lượng                                               |
| -------------------------------------------------------- | ----------------------------------------------------------------------------------------------- | -------------------------------------------------------- | -------------------------------------------------------- | -------------------------------------------------------- |
| 16.                                                      | "Take a Bow" (Mandarin Mix (phiên bản phối khí tiếng Quan thoại) (hợp tác với Trương Kính Hiên) | Smith Hermansen Eriksen                                  | Stargate Ne-Yo [a]                                       | 3:43                                                     |
| Tổng thời lượng:                                         | Tổng thời lượng:                                                                                | Tổng thời lượng:                                         | Tổng thời lượng:                                         | 60:44                                                    |

| Phiên bản phát hành tại Anh Quốc, Ireland và Úc | Phiên bản phát hành tại Anh Quốc, Ireland và Úc | Phiên bản phát hành tại Anh Quốc, Ireland và Úc | Phiên bản phát hành tại Anh Quốc, Ireland và Úc | Phiên bản phát hành tại Anh Quốc, Ireland và Úc |
| STT                                             | Nhan đề                                         | Sáng tác                                        | Sản xuất                                        | Thời lượng                                      |
| ----------------------------------------------- | ----------------------------------------------- | ----------------------------------------------- | ----------------------------------------------- | ----------------------------------------------- |
| 13.                                             | "Cry"                                           | Hermansen Eriksen Dabney                        | Stargate                                        | 3:55                                            |
| 14.                                             | "Disturbia"                                     | Seal Brown Allen Merritt                        | Kennedy Riddick [a]                             | 3:58                                            |
| 15.                                             | "Take a Bow"                                    | Smith Hermansen Eriksen                         | Stargate Ne-Yo [a]                              | 3:49                                            |
| 16.                                             | "If I Never See Your Face Again" (với Maroon 5) | Levine Valentine                                | Endert Elizondo Stent Stewart Maroon 5          | 3:18                                            |
| Tổng thời lượng:                                | Tổng thời lượng:                                | Tổng thời lượng:                                | Tổng thời lượng:                                | 60:58                                           |

| Các bài hát bổ sung trong phiên bản cao cấp tại Anh Quốc và Úc và phiên bản được phát hành trên iTunes Store ở Ireland | Các bài hát bổ sung trong phiên bản cao cấp tại Anh Quốc và Úc và phiên bản được phát hành trên iTunes Store ở Ireland | Các bài hát bổ sung trong phiên bản cao cấp tại Anh Quốc và Úc và phiên bản được phát hành trên iTunes Store ở Ireland | Các bài hát bổ sung trong phiên bản cao cấp tại Anh Quốc và Úc và phiên bản được phát hành trên iTunes Store ở Ireland | Các bài hát bổ sung trong phiên bản cao cấp tại Anh Quốc và Úc và phiên bản được phát hành trên iTunes Store ở Ireland |
| STT | Nhan đề | Sáng tác | Sản xuất | Thời lượng |
| --- | --- | --- | --- | --- |
| 1. | "Umbrella" (hợp tác với Jay-Z) (Seamus Haji & Paul Emanuel Remix)                                                      | Stewart Nash Harrell Carter                                                                                            | Stewart Harrell [a] Seamus Haji [c] Paul Emanuel [c]                                                                   | 6:27 |
| 2. | "Breakin' Dishes" (Soul Seekerz Remix)                                                                                 | Stewart Nash | Stewart Harrell [a] Soul Seekerz [c]                                                                                   | 6:36 |
| 3. | "Don't Stop the Music" (The Wideboys Club Mix)                                                                         | Hermansen Eriksen Dabney Jackson                                                                                       | Stargate The Wideboys [c]                                                                                              | 6:04 |
| 4. | "Question Existing" (The Wideboys Club Mix)                                                                            | Smith Taylor Carter | Taylor Ne-Yo [b] Riddick [a] The Wideboys [c]                                                                          | 6:37 |
| 5. | "Hate That I Love You" (featuring Ne-Yo) (K-Klassic Remix)                                                             | Smith Hermansen Eriksen                                                                                                | Stargate Ne-Yo [a] K-Klass [c]                                                                                         | 6:12 |
| 6. | "Push Up on Me" (Moto Blanco Club Mix)                                                                                 | Rotem Riddick Richie Weil                                                                                              | Rotem Riddick [a] Moto Blanco [c]                                                                                      | 7:41 |
| 7. | "Good Girl Gone Bad" (Soul Seekerz Remix)                                                                              | Smith Hermansen Eriksen Marlin                                                                                         | Stargate Ne-Yo [a] Nash [a] Soul Seekerz [c]                                                                           | 6:37 |
| 8. | "Haunted" (Steve Mac Classic Mix)                                                                                      | Rogers Sturken | Rogers Sturken Steve Mac [c]                                                                                           | 6:35 |
| 9. | "Say It" (Soul Seekerz Remix)                                                                                          | Riddick Atkinson Brown Dillon Dunbar Thompson                                                                          | Neo da Matrix Riddick [a] Soul Seekerz [c]                                                                             | 6:25 |
| 10. | "Cry" (Steve Mac Classic Mix)                                                                                          | Hermansen Eriksen Dabney                                                                                               | Stargate Steve Mac [c]                                                                                                 | 5:48 |
| 11. | "S.O.S." (Digital Dog Remix)                                                                                           | Rotem E. Kidd Bogart Ed Cobb                                                                                           | Rotem Digital Dog [c]                                                                                                  | 7:23 |

| Phiên bản được phát hành tại Nhật | Phiên bản được phát hành tại Nhật               | Phiên bản được phát hành tại Nhật | Phiên bản được phát hành tại Nhật      | Phiên bản được phát hành tại Nhật |
| STT                               | Nhan đề                                         | Sáng tác                          | Sản xuất                               | Thời lượng                        |
| --------------------------------- | ----------------------------------------------- | --------------------------------- | -------------------------------------- | --------------------------------- |
| 13.                               | "Cry"                                           | Hermansen Eriksen Dabney          | Stargate                               | 3:55                              |
| 14.                               | "Haunted"                                       | Rogers Sturken                    | Rogers Sturken                         | 4:09                              |
| 15.                               | "Disturbia"                                     | Seals Brown Allen Merritt         | Kennedy Riddick [a]                    | 3:58                              |
| 16.                               | "Take a Bow"                                    | Smith Eriksen Hermansen           | Stargate Ne-Yo [a]                     | 3:49                              |
| 17.                               | "If I Never See Your Face Again" (với Maroon 5) | Levine Valentine                  | Endert Elizondo Stent Stewart Maroon 5 | 3:18                              |
| Tổng thời lượng:                  | Tổng thời lượng:                                | Tổng thời lượng:                  | Tổng thời lượng:                       | 65:07                             |

| Phiên bản được phát hành tại Mĩ Latinh | Phiên bản được phát hành tại Mĩ Latinh                                  | Phiên bản được phát hành tại Mĩ Latinh | Phiên bản được phát hành tại Mĩ Latinh | Phiên bản được phát hành tại Mĩ Latinh |
| STT                                    | Nhan đề                                                                 | Sáng tác                               | Sản xuất                               | Thời lượng                             |
| -------------------------------------- | ----------------------------------------------------------------------- | -------------------------------------- | -------------------------------------- | -------------------------------------- |
| 13.                                    | "Hate That I Love You" (Phiên bản Spanglish) (hợp tác với David Bisbal) | Smith Hermansen Eriksen                | Stargate Ne-Yo [a]                     | 3:42                                   |
| 14.                                    | "Disturbia"                                                             | Seals Brown Allen Merritt              | Kennedy Riddick [a]                    | 3:58                                   |
| 15.                                    | "Take a Bow"                                                            | Smith Eriksen Hermansen                | Stargate Ne-Yo [a]                     | 3:49                                   |
| 16.                                    | "If I Never See Your Face Again" (với Maroon 5)                         | Levine Valentine                       | Endert Elizondo Stent Stewart Maroon 5 | 3:18                                   |
| Tổng thời lượng:                       | Tổng thời lượng:                                                        | Tổng thời lượng:                       | Tổng thời lượng:                       | 60:42                                  |

| Các bài hát được bổ sung trên Spotify | Các bài hát được bổ sung trên Spotify           | Các bài hát được bổ sung trên Spotify | Các bài hát được bổ sung trên Spotify               | Các bài hát được bổ sung trên Spotify |
| STT                                   | Nhan đề                                         | Sáng tác                              | Sản xuất                                            | Thời lượng                            |
| ------------------------------------- | ----------------------------------------------- | ------------------------------------- | --------------------------------------------------- | ------------------------------------- |
| 16.                                   | "Take a Bow" (Seamus Haji & Paul Emanuel Radio) | Smith Eriksen Hermansen               | Stargate Ne-Yo [a] Seamus Haji [c] Paul Emanuel [c] | 3:58                                  |
| 17.                                   | "Take a Bow" (Groove Junkies MoHo Radio)        | Smith Eriksen Hermansen               | Stargate Ne-Yo [a] Groove Junkies [c]               | 3:51                                  |
| 18.                                   | "Disturbia" (Jody Den Broeder Remix)            | Seals Brown Allen Merritt             | Kennedy Riddick [a] Jody Den Broeder [c]            | 7:43                                  |
| Tổng thời lượng:                      | Tổng thời lượng:                                | Tổng thời lượng:                      | Tổng thời lượng:                                    | 60:58                                 |

| Phiên bản có những video âm nhạc kèm theo được phát hành trên iTunes Store | Phiên bản có những video âm nhạc kèm theo được phát hành trên iTunes Store           | Phiên bản có những video âm nhạc kèm theo được phát hành trên iTunes Store |
| STT                                                                        | Nhan đề                                                                              | Thời lượng                                                                 |
| -------------------------------------------------------------------------- | ------------------------------------------------------------------------------------ | -------------------------------------------------------------------------- |
| 1.                                                                         | "Umbrella" (video âm nhạc)                                                           | 4:12                                                                       |
| 2.                                                                         | "Shut Up and Drive" ((đã chỉnh sửa) (video âm nhạc)                                  | 4:07                                                                       |
| 3.                                                                         | "Don't Stop the Music" (video âm nhạc)                                               | 4:00                                                                       |
| 4.                                                                         | "Hate That I Love You" (video âm nhạc)                                               | 4:48                                                                       |
| 5.                                                                         | "Take a Bow" (video âm nhạc)                                                         | 3:49                                                                       |
| 6.                                                                         | "Disturbia" ((đã chỉnh sửa) (video âm nhạc)                                          | 4:29                                                                       |
| 7.                                                                         | "Rehab" (video âm nhạc)                                                              | 4:45                                                                       |
| 8.                                                                         | "Rehab" (Biểu diễn trực tiếp ở Manchester Arena, Anh Quốc, ngày 6 tháng 12 năm 2007) | 3:30                                                                       |

Chú thích
- ^a  biểu thị nhà sản xuất giọng hát
- ^b  biểu thị người đồng sản xuất
- ^c  biểu thị remixer và người đồng sản xuất
- "Push Up on Me" sample lại ca khúc "Running with the Night", do Lionel Richie và Cynthia Weil sáng tác và do Richie trình bày.
- "Don't Stop the Music" sở hữu một đoạn lời giống với ca khúc "Wanna Be Startin' Somethin'", do Michael Jackson sáng tác và trình bày.
- "Shut Up and Drive" sample lại ca khúc "Blue Monday", do ban nhạc New Order sáng tác và trình bày.
- "Say It" sample lại ca khúc "Flex", do Ewart Brown, Clifton Dillon, Sly Dunbar và Brian Thompson sáng tác và do Mad Cobra trình bày.

## Xếp hạng
| Bảng xếp hạng (2008)          | Vị trí xếp hạng cao nhất |
| ----------------------------- | ------------------------ |
| Áo (Ö3 Austria Top 40)        | 36                       |
| Bỉ (Ultratop Flanders)        | 62                       |
| Bỉ (Ultratop Wallonia)        | 69                       |
| Canada (Billboard)            | 6                        |
| Croatia (HDU)                 | 5                        |
| Đan Mạch (IFPI)               | 4                        |
| Đức (GfK)                     | 7                        |
| Hà Lan (MegaCharts)           | 38                       |
| Ireland (IRMA)                | 8                        |
| Hoa Kỳ (Billboard 200)        | 7                        |
| Hoa Kỳ (R&B/Hip-Hop Albums)   | 5                        |
| L.H. Anh (OCC)                | 12                       |
| New Zealand (RMNZ)            | 4                        |
| Thụy Sĩ (Schweizer Hitparade) | 32                       |

| Bảng xếp hạng (2008)          | Vị trí xếp hạng |
| ----------------------------- | --------------- |
| New Zealand (RMNZ)            | 22              |
| Thụy Điển (Sverigetopplistan) | 85              |

## Chứng nhận
| Quốc gia                                                                           | Chứng nhận | Số đơn vị/doanh số chứng nhận |
| ---------------------------------------------------------------------------------- | ---------- | ----------------------------- |
| New Zealand (RMNZ)                                                                 | Bạch kim   | 15.000^                       |
| Thụy Điển (GLF)                                                                    | Vàng       | 20.000^                       |
| * Chứng nhận dựa theo doanh số tiêu thụ. ^ Chứng nhận dựa theo doanh số nhập hàng. |            |                               |

## Lịch sử phát hành
| Quốc gia    | Ngày phát hành      | Định dạng       | Hãng đĩa  |
| ----------- | ------------------- | --------------- | --------- |
| Úc          | 2 tháng 6 năm 2008  | Tải kỹ thuật số | Def Jam   |
| Ireland     | 2 tháng 6 năm 2008  | Tải kỹ thuật số | Def Jam   |
| New Zealand | 2 tháng 6 năm 2008  | Tải kỹ thuật số | Def Jam   |
| Anh Quốc    | 2 tháng 6 năm 2008  | Tải kỹ thuật số | Def Jam   |
| Đức         | 13 tháng 6 năm 2008 | CD              | Universal |
| Canada      | 17 tháng 6 năm 2008 | CD              | Universal |
| Anh Quốc    | 17 tháng 6 năm 2008 | CD              | Mercury   |
| Hoa Kỳ      | 17 tháng 6 năm 2008 | CD, CD/DVD, LP  | Def Jam   |